# Vatikanske ječe
Vatikanske ječe (v izvirniku francosko Les Caves du Vatican) je roman, ki ga je napisal francoski pisatelj André Gide leta 1914. Sam ga ni nikoli uvrščal med romane, definiral ga je kot burko, medtem ko je za svoj edini roman tretiral delo Les Faux-Monnayeurs (Ponarejevalci denarja) iz 1925. Gide, ki mu je bil blizu klasicistični slog in se ga je prijel vzdevek »poslednji klasicist«, je imel sicer celo življenje do romana odklonilen odnos.
Zgodba temelji na križanju življenjskih zgodb prostozidarja Anthimea Armand-Duboisa, zvestega katolika in pisatelja Julija de Baraglioula, mladega fanta in Julijevega polbrata Lafcadija ter Amadeja Fleurissoireja, ki je v delu žrtev nesrečnih okoliščin. Naštete povežejo govorice o lažnem papežu, ki je na prestolu, in o pravem papežu, ki naj bi bil zaprt v vatikanskih ječah in ga je treba s »križarsko vojno« osvoboditi.

## Vsebina

### 1. knjiga - Anthime Armand Dubois
Na začetku zgodbe izvemo, da se Anthime zaradi revme skupaj z ženo Veroniko preseli v Rim, da bi tam užival boljše podnebje. Anthime je zagrižen ateist in prostozidar, zaradi revme šepa. Ukvarja se s poskusi na živalih, katerih izsledke objavlja v časopisu. V prvi knjigi nastopa deček Beppo, ki Anthimu prinaša živali za poskuse. Veronika ima sestro Margerito, ki je poročena z Julijem de Baraglioulom. Imata hčerko Julijo, živijo v Parizu, so pobožni in zvesti katoliški cerkvi. Baraglioulovi pridejo na obisk k sorodnikom v Rim. Anthime ne prenese njihove pobožnosti, zato se pri večerji sprejo, Anthime pa jezen zapusti omizje. Ko se njegova jeza ohladi, se vrne in prisluhne Julijini večerni molitvi, v kateri prosi tudi za svojega strica. Ponoči Anthime sanja o Devici Mariji in se zbudi z zdravo nogo. Verjame, da se mu je zgodil čudež, izstopi iz prostozidarske lože in se spreobrne. Zakonca Dubois sta živela predvsem od denarja, ki sta ga dobivala od lože. Po spreobrnitvi je ta vir usahnil. Cerkev je sicer Anthimu obljubila denar, če se spreobrne, vendar ga ni nikoli dobil. Preseliti se mora v skromnejše stanovanje.

### 2. knjiga - Julij de Baraglioul
Julij se ukvarja s pisanjem pogrošnih romanov hkrati pa si želi postati član francoske akademije. Ko se vrne z obiska v Rimu, mu njegov oče pusti sporočilo, naj poizve o nekom z imenom Lafcadio Wluiki, za katerega se izkaže, da je njegov polbrat. Julij ga poišče na domu in mu ponudi službo tajnika. Pozneje tudi oče (grof de Baraglioul) sprejme izgubljenega sina in mu po smrti, ki bo za ostarelega grofa kmalu napočila, obljubi nekaj dediščine. Lafcadio se vseeno odpravi na "razgovor" za tajnika k Juliju, na poti iz goreče hiše reši otroka, kar vidi Julijeva sestra Genovefa in se vanj zaljubi. Na razgovoru Lafcadio pove Juliju svojo življenjsko zgodbo. Rojen je bil v Bukarešti, njegova mati pa je stalno menjavala moške. Ti so bili različnih narodnosti, tako da se je naučil več jezikov, pa tudi kako je treba poslovati, kako se obleči s stilom itd. Posebno močen spomin iz otroštva mu predstavljajo počitnice v Devinu. Mati ga je pozneje poslala na šolanje v Pariz. Tam je živel v internatu, vendar se ni počutil dobro, zato je s prijateljem dvomljivega slovesa Protosom pobegnil nazaj domov. Mama mu je ob smrti zapustila nekaj dediščine, zato se je lahko preselil v Pariz. Živel in ljubimkal je s Karlo Venitequo. Lafcadio ima zelo nemiren značaj, v življenju se počuti zdolgočaseno. Življenje si skuša popestriti s svojimi dejanji, tako prej omenjeno rešitev otroka in poznejši umor izvrši predvsem iz dolgčasa.

### 3. knjiga - Amadej Fleurissoire
Julijevo sestro, grofico Guy de Saint-Prix, obišče v patra oblečeni Protos in jo prepriča, da je pravi papež zaprt, vlada pa lažni papež. Pravi, da pripada skupini, ki pripravlja križarsko vojno za osvoboditev papeža — od nje pa hoče za podporo 50000 frankov. Po Protosovem odhodu odhiti k sorodnici Arniki Fleurissoire in jo seznani s problematiko lažnega papeža. Arnika je poročena s plahim in v mišljenju preprostim moškim, Amadejem Fleurissoirjem, sicer solastnikom podjetja za plastično-rimsko lepenko. Tudi Amadej je globoko veren, vest o papežu pa ga tako vznemiri, da takoj naslednji dan odpotuje v Rim, da bi rešil papeža.

### 4. knjiga - Stonoga
Četrto poglavlje je naslovljeno z imenom organizacije, ki zbira denar pod pretvezo, da rešuje pravega papeža — torej Stonoga. Poglavje se začne z opisom Amadejeve poti. Amadej prvič potuje tako daleč, zato je zelo prestrašen in zmeden, med prestopanjem celo sede na napačni vlak. Med potjo spi v hotelih, kjer se prvič sreča z nadlogami kot so stenice, bolhe in komarji. Ko končno prispe v Rim, sreča francosko govorečega postreščka Baptistina, ki ga povede v "hotel" sumljivega slovesa. Nastanijo ga v sobo s Karlo, ki jo je Lafcadio zapustil in se je vrnila k prejšnjemu ljubčku v Rim (k Protosu). Dejstvo, da spi z drugo ženo, ga zelo muči, saj mu to predstavlja zelo hud greh. Vmes dobi Arnikino pismo, v katerem mu svetuje, naj obišče neapeljskega kardinala in ga prosi za pomoč. Po prvi noči v Rimu se napoti k Angelskemu gradu in razmišlja, kako bi vstopil in rešil papeža. Medtem sreča zopet v župnika preoblečenega Protosa. Ta ga preslepi, da je tudi on borec za rešitev papeža in prepriča, da kardinala v Neaplju obiščeta skupaj. Protos ga seveda v Neaplju odvede k lažnemu kardinalu, kjer ga napijejo. Amadej prizna "kardinalu", kako je grešil s Karlo, ta pa mu za pokoro naroči, naj v Rimu unovči neki ček in se potem vrne v Neapelj. Ko se vrne v Rim, ga tam čaka Arnikino pismo, s katerim ga obvešča, da je v Rimu sorodnik Julij de Baraglioul, ki je zaprosil za papeževo avdienco, da bi Anthimu pomagal do denarja, ki mu ga je bila obljubila cerkev. Amadej se sreča z Julijem, mu razodene svojo misijo o reševanju papeža in ga prepriča, da je bil pravzaprav na avdienci pri lažnem papežu. Julij mu da svojo krožno vozovnico za vlak, nato Amadej (z denarjem unovčenega čeka) sede na vlak za Neapelj. Preden je Lafcadio zapustil Karlo, ji je kupil kos dragocenega nakita. Preden se Amadej zopet odpravi proti Neaplju, mu Karla za srečo da to zapestnico. 

### 5. knjiga - Lafcadio
Po smrti očeta, grofa de Baraglioula, Lafcadio dobi dediščino in odpotuje v Italijo. Znajde se na istem vlaku kot Amadej. Amadej se mu zdi nesrečen, Lafcadiu pa se v tistem trenutku zazdi izziv storiti umor brez motiva. Umori ga torej in porine skozi okno vlaka. Potem pregleda njegovo prtljago in po krožni vozovnici ugotovi, da je človek povezan z Julijem de Baraglioulom, najde pa tudi Karlino zapestnico, nekdo pa mu ukrade kovček. Pozneje se Lafcadio dobi z Julijem, ki je zelo pretresen zaradi umora, po opisu pokojniku v časopisu je namrel prepoznal Amadeja. Pretresenost je Julija uverila v misli, da preneha ustvarjati pogrošne romane in začne pisati iskreno in iz svoje duše. Julij policiji sporoči, da je pokojnik Amadej Fleurissoire, Karla pa naznani policiji Portosa, za katerega je prepričala, da je kriv za umor. Julij pošlje Lafcadia po Amadejevo truplo v Neapelj. Po poti Lafcadio tuhta, kdo mu je na vlaku po umoru ukradel kovček. Težava je v tem, da je Lafcadio skupaj z Amadejem skozi okno porinil tudi svoj klobuk, iz katerega je prej izrezal listek s svojima začetnicama in ga spravil v kovček. Na vlaku potem večerja s profesorjem, ki se predstavi kot Defouqueblize, za katerega se zopet izkaže, da je preoblečeni Protos. Prav on je bil tudi tisti, ki mu je po umoru izmaknil kovček. Ta ga hoče privabiti k sodelovanju v Stonogi in sicer z grožnjo, da ga bo izdal z listkom v kovčku. Lafcadio ima raje, da bi ga Protos izdal, kot da bi mu moral biti podložen. Sledi Amadejev pogreb, na katerega prideta tudi Anthimova. Izvemo, da bodo Julija sprejeli v akademijo. Po pogrebu Julij razloži Anthimu, kako se je pri lažnem papežu trudil za njegovo premoženje, vendar Anthima to ne gane, saj je čudež popustil, spet šepa in spet je v prostozidarski loži. Policija po Karlini prijavi pripravi zasedo za Protosa, ko ta izve, da ga je naznanila, jo v jezi zadavi. Lafcadio gre k Juliju in mu prizna umor. Julij je žalosten, vendar mu svetuje, naj svojo dušo zaupa cerkvi in se s pokoro vrne na pravo pot, pogovoru pa prisluškuje Genovefa. Lafcadio tisto noč prespi pri Baraglioulovih. V sobi ga obišče Genovefa, mu razkrije svoja čustva in ga prepričuje, naj se ne preda policiji. Lafcadio jo stisne k sebi in jo poljubi. Zjutraj gleda zoro ob speči Genovefi in razmišlja, ali se naj odloči za predajo ali za življenje.